# هوب أندرسون
هوب أندرسون (بالإنجليزية: Hope Anderson)‏ هي متسابقة ملكة الجمال أمريكية، ولدت في 25 يوليو 1988 في مونرو في الولايات المتحدة.

## وصلات خارجية
- هوب أندرسون على موقع IMDb (الإنجليزية)